# ZX Microdrive
El ZX Microdrive és un sistema d'emmagatzematge de dades en cinta magnètica llançat el juliol de 1983 per la Sinclair Research per al microordinador ZX Spectrum. La tecnologia Microdrive va ser també posteriorment utilitzada als ordinadors personals Sinclair QL i ICL One Per Desk. El principal enginyer de desenvolupament del Microdrive va ser Ben Cheese. Richard Altwasser també va participar de les etapes tècniques preliminars.

## Característiques

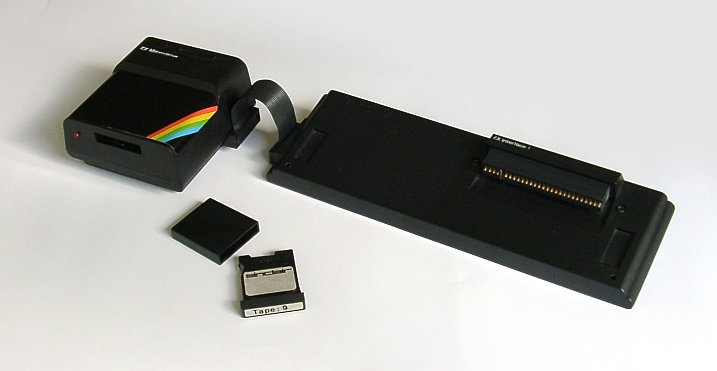
ZX Interface 1, Microdrive i cartutx.

Producte típic de la Sinclair Research, el ZX Microdrive era relativament bon mercat (49,95 £ en el seu llançament) i tecnològicament innovador, però també prou limitat. La connexió d'un ZX Microdrive al ZX Spectrum era feta mitjançant una unitat ZX Interface 1, la qual era venuda separadament per 49,95 £, i en total amb un Microdrive, per 79,95 £. Posteriorment, al març de 1985, un paquet de maquinari i programari denominat ZX Spectrum Expansion System va passar a ser venut per 99,95 £. Aquest incloïa una Interface 1, un Microdrive i quatre cartutxos amb programes: processador de textos Tasword Two i SGBD Masterfile; Quicksilva's Games Designer i el videojoc Ant Attack; un cartutx d'introducció al sistema i un cartutx en blanc. Fins a vuit ZX Microdrives podien ser interconnectats a l'Interface 1, encadenant cada unitat a la següent amb un connector elèctric.

## Tecnologia
Els Microdrives usaven cartutxos minúsculs (44 × 34 × 8 mm, incloent l'embalatge protectora) que contenien prop de 5 m de cinta magnètica sense fi, amb 1,9 mm d'amplada, girant 76 cm/segon; d'aquesta forma, feia una volta completa en aproximadament 8 segons. El cartutx emmagatzemava un mínim de 85 KiB quan formatat per un ZX Microdrive (la capacitat exacta depenia de la quantitat de sectors «dolents» trobats i de la velocitat del motor del Microdrive en formatar). La lectura de les dades era feta a 15 KiB/s (o prop de 120 kbps). Els utilitzadors del sistema sabien que era possible d'«expandir» la capacitat d'un cartutx nou de Microdrive, formatant-lo diverses vegades. Això feia que la veta magnètica s'estirés lleugerament, la qual cosa n'augmentava la llargària, de manera que més sectors hi podien ser enregistrats. Això tanmateix, no era recomanat per especialistes, que advertien per al fet que merament estirar la veta no garantia la confiabilitat dels pocs bytes extres així obtinguts.
Infeliçment, el sistema va adquirir una reputació de ser poc confiable i que els cartutxos eren molt cars (primer venuts per 4,95 £, van baixar fins a 1,99 £). Una tecnologia semblant va ser usada en altres dispositius, tal com el Rotronics Wafadrive, i de vegades era citada com a «stringy floppy» (disquet de cinta).

## Microdrives QL

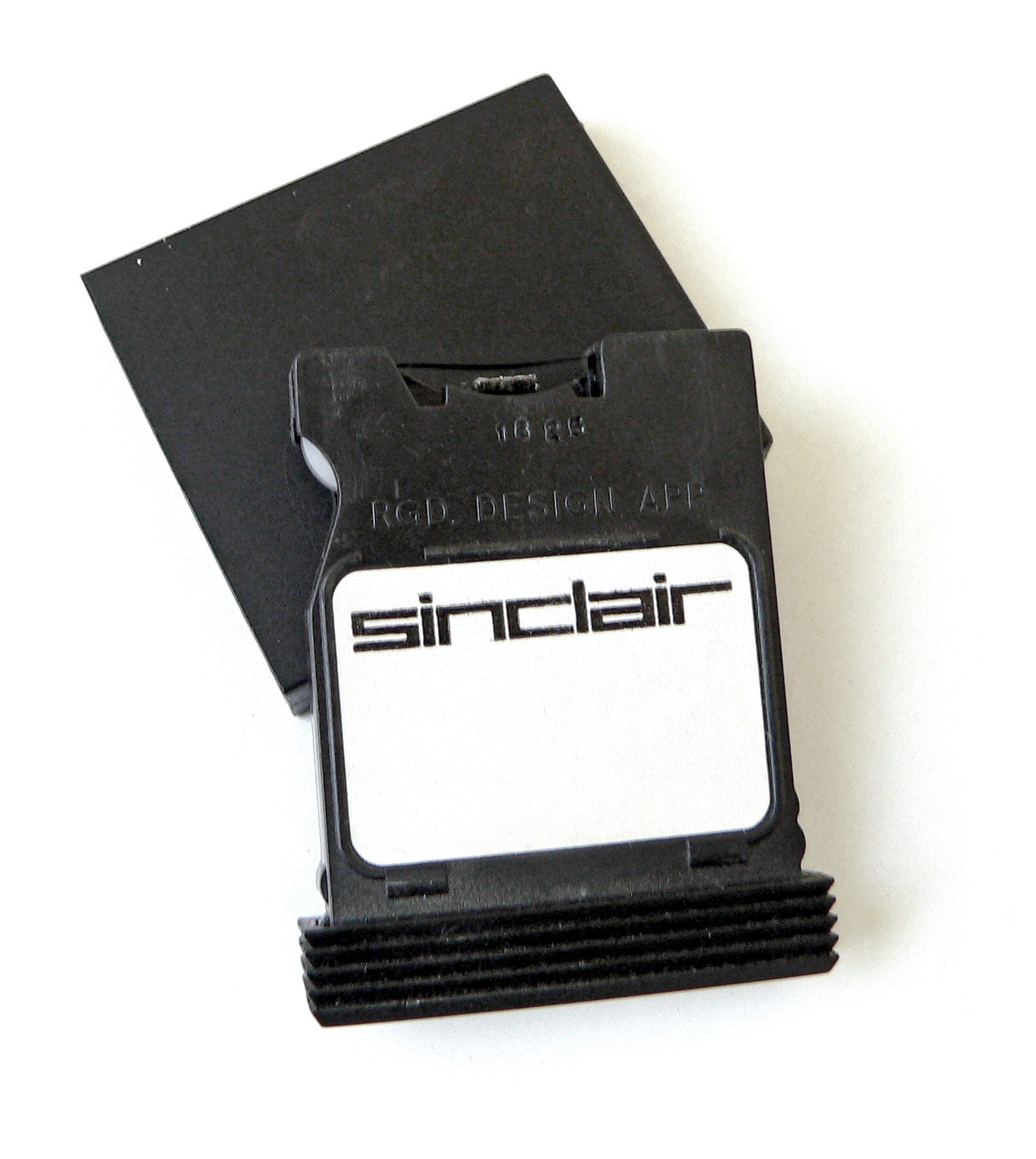
Cartutx de Microdrive.

Els Microdrives també van ser usats com a mitjà d'emmagatzematge natiu en el Sinclair QL, el qual incorporava dues unitats internes. Aquestes eren molt semblants al ZX Microdrive, però usaven un format lògic diferent, que permetia que cada cartutx emmagatzemés almenys 100 KiB. Encara que fossin semblants del punt de vista mecànic, operaven a una velocitat lleugerament més petita i acceleraven gradualment en ser activats, diferentment de l'acceleració instantània dels accionadors del ZX Spectrum - la qual cosa representava menys esforç aplicat a la veta magnètica. El QL també incloïa un bus d'expansió Microdrive, el qual permetia d'interconnectar fins a sis unitats externes QL Microdrive. No obstant això, aquestes mai van ser produïdes, probablement a causa de l'absència de demanda. Així i tot, era possible de connectar ZX Microdrives al QL amb una inversió en el cable de connexió.
A més de la versió QL, Microdrives interns en versió dual també van ser inclosos al sistema ICL One Per Desk (també venut sota les marques Merlin Tonto i Telecom Australia Computerphone). Aquestes unitats van ser repensades per la ICL per a obtenir una major confiabilitat, i usaven un format lògic incompatible amb aquells utilitzats en els Microdrives ZX i QL.